# Festival di Castrocaro 2021
La sessantaquattresima edizione del Festival di Castrocaro si è svolta a Castrocaro Terme e Terra del Sole il 7 settembre 2021, presentata da Paola Perego, già conduttrice di tre precedenti edizioni del festival, con la partecipazione di Valeria Graci. La serata è stata trasmessa in diretta televisiva su Rai 2, e in diretta radiofonica commentata da Diletta Parlangeli su Rai Radio 2 e RaiPlay. L’evento è stato prodotto dalla ArcobalenoTre di Lucio Presta.
Gli otto cantanti partecipanti si sono esibiti in due fasi: nella prima fase hanno eseguito due cover a testa, venendo valutati esclusivamente dai membri della giuria artistica; nella seconda fase hanno eseguito un loro brano inedito, venendo valutati dalla giuria artistica e dalla giuria degli esperti di Rai Radio 2, al cui giudizio è stato aggiunto il numero di streaming dei brani inediti sul portale TIMvision. La classifica finale è stata elaborata sommando i punteggi ottenuti nelle due fasi.
L'edizione è stata vinta da Simo Veludo con il brano Mutande, che è stato premiato con l'accesso di diritto alle audizioni dal vivo per la sezione "Nuove proposte" del Festival di Sanremo 2022. Il Premio SIAE per la migliore performance è stato invece assegnato a Bandito con il brano Romantico cronico.

## Cantanti
| Ordine di uscita | Interprete        | Prima cover         | Seconda cover      | Punteggio cover | Inedito           | Classifica finale |
| ---------------- | ----------------- | ------------------- | ------------------ | --------------- | ----------------- | ----------------- |
| 7                | Simo Veludo       | In alto mare        | Yo Home to Bel-Air | 36              | Mutande           | 1°                |
| 8                | Sintesi           | L'isola che non c'è | Figli delle stelle | 38              | Astronauta        | 2°                |
| 3                | Bandito           | Poetica             | Iris               | 33              | Romantico cronico | 3°                |
| 2                | Leo Meconi        | Piazza Grande       | Superclassico      | 32              | Fino all'alba     | 4°                |
| 5                | Vite parallele    | Bad Guy             | Pop porno          | 34              | Scorpione         | 5°                |
| 1                | Mirall            | Un'estate al mare   | Un tempo piccolo   | 33              | Padre nostro      | 6°                |
| 4                | Federica Marinari | 22 settembre        | Mad World          | 27              | Dimenticato (mai) | 7°                |
| 6                | Namida            | Bum Bum             | La bambola         | 31              | Tagadà            | 8°                |

## Giuria
La giuria è composta da:
- Boosta
- Ermal Meta
- Noemi
- Margherita Vicario

## Curiosità
Due degli otto finalisti hanno avuto esperienze come concorrenti di talent show televisivi:
- Federica Marinari ha partecipato nel 2014 alla seconda edizione di The Voice of Italy e nel 2018 alla diciottesima edizione di Amici di Maria De Filippi
- Leo Meconi ha partecipato nel 2020 alla quattordicesima edizione di X Factor.

## Ascolti
| Messa in onda    | Telespettatori | Share |
| ---------------- | -------------- | ----- |
| 7 settembre 2021 | 712.000        | 4,3%  |